# 人骨拼图
是一部在1999年上映的美國電影，由菲利普·诺伊斯執導，改編自傑佛瑞·迪佛於1997年撰寫的同名小說。主要演員有丹佐·華盛頓、安潔莉娜·裘莉、皇后·拉蒂法。
2020年，改編為電視影集《林肯萊姆：追捕骨頭收藏家》，主要演員有羅素·霍斯比、阿莉爾·凱貝爾、米高·伊派里奧里。

## 剧情
1994年，美國纽约市警局的著名警探林肯·莱姆在执行一次刑侦任务時不幸受伤，導致他幾乎全身癱瘓，只剩下脖子以上和左手食指能活動，那件事發後林肯把自己與世隔絕。不過四年後他卻得不得不振作精神去面對這起詭異般的命案。
這天1月17日，紐約市的一對有錢的夫婦搭上計程車後就下落不明。剛到少年隊任職的巡警艾米利亚接到通報便前去一探究竟。當艾米利亚來到通報現場時看到一隻沾滿污垢的手伸出地面，半截食指被削得只剩下骨頭，上面掛著一個金色的結婚戒指。她在那隻手的附近使勁撥開石頭發現一個男人的臉才驚覺這是命案現場。艾米利亚凭借过人的胆识和出色的刑侦知识保留了关键证据並做些詳盡的紀錄。而在同一時間，林肯接到警察局長的命令也開始展開調查動作。艾米利亚的敏感與勇敢受到林肯的赏识，他便指定艾米利亚加入辦案的行列。林肯從現場遺留的線索推斷，有錢夫婦中的妻子應該被藏在某棟大樓底下，於是艾米利亚等人迅速前去找人卻發現看到有錢夫婦中的妻子的遺體。不久又發生好幾個命案，在调查过程中他们发现凶手杀人之后留下大量的證據似乎在刻意挑釁警方的辦案能力。随着案件中不斷增加被害者以及凶手留下的杀人暗示，林肯、艾米利亚与凶手陷入生命的赛跑。不過凶手的手法太過老練，除了凶手想要的訊息之外幾乎沒洩露出什麼其他的細節，警方辦案的進度完全被凶手給操控下只能被動地跟在後面收拾殘局。
之後林肯等人從凶手留下來的一些碎紙片上認出一個圖樣，那個圖樣是個出版社的商標，其出版之作品以推理小說為主，於是艾米利亚便去找這個出版社的資訊果然找到一本叫做「人骨收集者」的小說。艾米利亚閱讀小說內容時，她發現小說中寫的案件和自己參與調查的案件非常相像，而且小說裡面提到的最後一個案件是兩人被綁並沉到河裡去，此時警方正好也發現一對祖孫在碼頭邊因被兇手給五花大綁被沉到河裡，因此警方派遣大批人馬跑去碼頭救人卻只救活孫女。凶手在警方前往碼頭救人的時候到林肯的家中打算襲擊林肯並且殺害他。原來凶手是一位是負責犯罪現場鑑定工作的警察，由於林肯的報告讓他偽造證據的罪行被揭穿因此鋃鐺入獄，因此凶手在獄中過著比其他罪犯更為痛苦的期間打算對林肯展開報復行動，因此他策畫出一連串的命案來嘲諷林肯和警方的無能為力。
另一方面艾米利亚在附近發現一張舊的紐約地鐵圖和半個警察徽章，她便依據這些東西來到一個地鐵站。艾米利亚在地鐵站發現一個似曾相識的數字，而這個數字正是林肯的警徽編號。此時艾米利亚才惊恐的发现林肯其實是凶手的真正目标。而林肯在他家中被凶手給襲擊下得知他犯案的目的與動機後，他立即輾手、咬頸回敬凶手使其重創，因此差點被激怒的凶手給持刀殺害，所幸被及时赶来的艾米利亚給击毙凶手而獲救。

## 演員
| 演員          | 角色                              |
| 丹佐·華盛頓   | 林肯·莱姆（Lincoln Rhyme）        |
| 安潔莉娜·裘莉 | 艾米利亚·唐娜西（Amelia Donaghy） |
| 皇后·拉蒂法   | 塞爾瑪（Thelma）                  |
| 艾德·奧尼爾   | 保利（Paulie）                    |

## 製作
本片的主體拍攝於1998年9月21日開始，拍攝地包含蒙特利尔和紐約。

## 外部連結
- 互联网电影数据库（IMDb）上《人骨拼圖》的资料（英文）
- AllMovie上《人骨拼圖》的资料（英文）
- Box Office Mojo上《人骨拼圖》的資料（英文）
- 爛番茄上《人骨拼图》的資料（英文）
- Metacritic上《人骨拼图》的資料（英文）
- 開眼電影網上《人骨拼图》的資料（繁體中文）
- 时光网上《人骨拼图》的資料（简体中文）
- 豆瓣电影上《人骨拼图》的資料 （简体中文）